# Scipione II de' Rossi

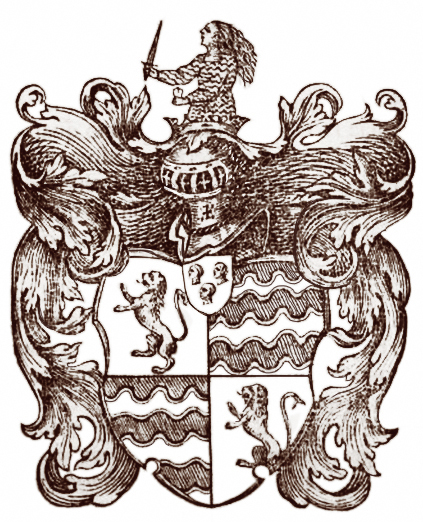
Stemma dei Rossi di Parma.

Scipione II de' Rossi, marchese di San Secondo (San Secondo Parmense, 1715 – Venezia, 1802), è stato un nobile italiano del XVIII secolo, undicesimo marchese  e quindicesimo conte di San Secondo.

## Biografia
Figlio di Pier Maria V de' Rossi e Gerolama Spinola, successe al padre nel 1754. Fu Grande di Spagna, consigliere dell'imperatore e ricoprì la carica di ciambellano presso numerose corti.
Nonostante fosse un gentiluomo qualificato, avendo ottenuto cariche e onorificenze sia dalla Spagna che dall'Impero, allo scoppio della Rivoluzione francese e dalla successiva invasione dell'Italia da parte delle truppe napoleoniche non colse l'invito da parte del Duca di Parma Ferdinando di Borbone a reclutare un reggimento per fronteggiare gli invasori, riparando ormai ultrasettantenne a Venezia, dove la famiglia Rossi era iscritta al patriziato della Repubblica.

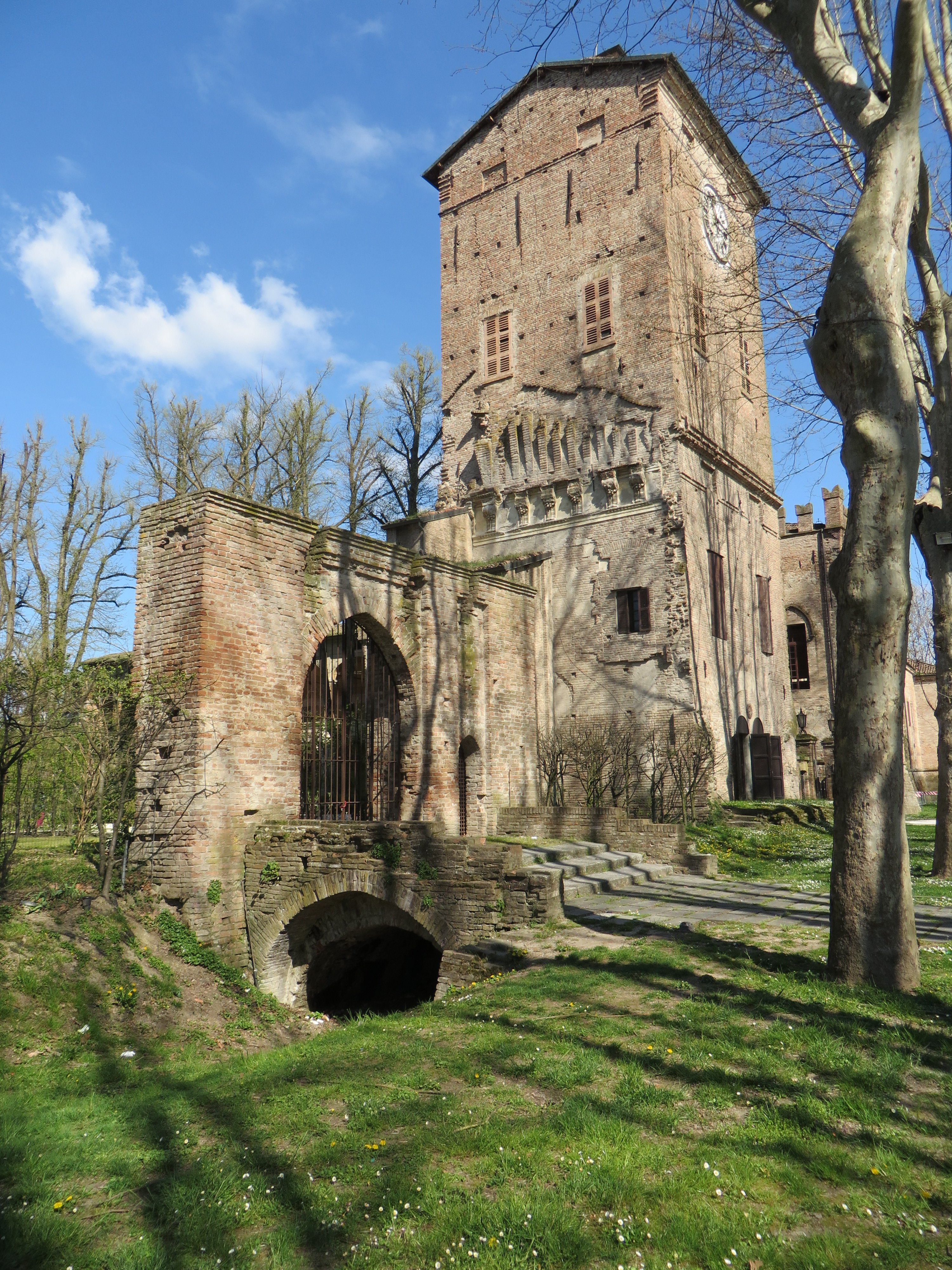
Rocca dei Rossi di San Secondo

Morì esule a Venezia il 4 marzo 1802. Anche se fu sposato due volte, a Chiara Martinengo prima e a Teresa Vernazzi poi, non lasciò erede alcuno, il marchesato passò al cugino Giovan Girolamo de' Rossi, figlio di Troilo e nipote di Federico II.

## Ascendenza
|                                                                       |                                                                  |                                                             | Genitori                                                  |  |  | Nonni |  |  | Bisnonni                                           |  |  | Trisnonni                                       |  |
|                                                                       |                                                                  |                                                             |                                                           |  |  |       |  |  | Scipione I de' Rossi, VIII marchese di San Secondo |  |  | Federico I de' Rossi, V marchese di San Secondo |  |
|                                                                       |                                                                  |                                                             |                                                           |  |  |       |  |  | Scipione I de' Rossi, VIII marchese di San Secondo |  |  | Federico I de' Rossi, V marchese di San Secondo |  |
|                                                                       |                                                                  | Orsina Pepoli                                               |                                                           |  |  |       |  |  | Scipione I de' Rossi, VIII marchese di San Secondo |  |  |                                                 |  |
| Federico II de' Rossi, IX marchese di San Secondo                     |                                                                  |                                                             |                                                           |  |  |       |  |  | Scipione I de' Rossi, VIII marchese di San Secondo |  |  |                                                 |  |
|                                                                       |                                                                  | Maria Rangoni                                               | Fortunato Rangoni, conte di Castelcrescente e Borgofranco |  |  |       |  |  |                                                    |  |  |                                                 |  |
|                                                                       |                                                                  | Maria Rangoni                                               | Fortunato Rangoni, conte di Castelcrescente e Borgofranco |  |  |       |  |  |                                                    |  |  |                                                 |  |
|                                                                       |                                                                  | Maria Rangoni                                               | Ottavia Gonzaga                                           |  |  |       |  |  |                                                    |  |  |                                                 |  |
| Pietro Maria V de' Rossi, X marchese di San Secondo                   |                                                                  | Maria Rangoni                                               |                                                           |  |  |       |  |  |                                                    |  |  |                                                 |  |
|                                                                       |                                                                  | Filippo Rangoni, marchese di Roccabianca                    | Guido Rangoni, marchese di Roccabianca                    |  |  |       |  |  |                                                    |  |  |                                                 |  |
|                                                                       |                                                                  | Filippo Rangoni, marchese di Roccabianca                    | Guido Rangoni, marchese di Roccabianca                    |  |  |       |  |  |                                                    |  |  |                                                 |  |
|                                                                       |                                                                  | Filippo Rangoni, marchese di Roccabianca                    | Vittoria Bentivoglio                                      |  |  |       |  |  |                                                    |  |  |                                                 |  |
| Maria Vittoria Rangoni                                                |                                                                  | Filippo Rangoni, marchese di Roccabianca                    |                                                           |  |  |       |  |  |                                                    |  |  |                                                 |  |
|                                                                       |                                                                  | Anna Teresa Rangoni                                         | Alfonso Rangoni, conte di Castelcrescente e Borgofranco   |  |  |       |  |  |                                                    |  |  |                                                 |  |
|                                                                       |                                                                  | Anna Teresa Rangoni                                         | Alfonso Rangoni, conte di Castelcrescente e Borgofranco   |  |  |       |  |  |                                                    |  |  |                                                 |  |
|                                                                       |                                                                  | Anna Teresa Rangoni                                         | Giovanna Facchinetti                                      |  |  |       |  |  |                                                    |  |  |                                                 |  |
| Scipione II de' Rossi, XI marchese di San Secondo                     |                                                                  | Anna Teresa Rangoni                                         |                                                           |  |  |       |  |  |                                                    |  |  |                                                 |  |
|                                                                       | Juan Felipe Spínola y Spínola, II duca di San Pietro in Galatina | Giovanni Battista Spinola, I duca di San Pietro in Galatina |                                                           |  |  |       |  |  |                                                    |  |  |                                                 |  |
|                                                                       | Juan Felipe Spínola y Spínola, II duca di San Pietro in Galatina | Giovanni Battista Spinola, I duca di San Pietro in Galatina |                                                           |  |  |       |  |  |                                                    |  |  |                                                 |  |
|                                                                       | Juan Felipe Spínola y Spínola, II duca di San Pietro in Galatina | Maria Spinola di Sesto                                      |                                                           |  |  |       |  |  |                                                    |  |  |                                                 |  |
| Francesco María Spínola y Spínola, III duca di San Pietro in Galatino | Juan Felipe Spínola y Spínola, II duca di San Pietro in Galatina |                                                             |                                                           |  |  |       |  |  |                                                    |  |  |                                                 |  |
|                                                                       |                                                                  | Veronica Spinola, principessa di Molfetta                   | Luca Spinola, principe di Molfetta                        |  |  |       |  |  |                                                    |  |  |                                                 |  |
|                                                                       |                                                                  | Veronica Spinola, principessa di Molfetta                   | Luca Spinola, principe di Molfetta                        |  |  |       |  |  |                                                    |  |  |                                                 |  |
|                                                                       |                                                                  | Veronica Spinola, principessa di Molfetta                   | Pellina Spinola                                           |  |  |       |  |  |                                                    |  |  |                                                 |  |
| Gerolama Spínola y Spínola                                            |                                                                  | Veronica Spinola, principessa di Molfetta                   |                                                           |  |  |       |  |  |                                                    |  |  |                                                 |  |
|                                                                       |                                                                  | Paolo Spinola Doria, III marchese di Los Balbases           | Filippo Spinola, II marchese di Los Balbases              |  |  |       |  |  |                                                    |  |  |                                                 |  |
|                                                                       |                                                                  | Paolo Spinola Doria, III marchese di Los Balbases           | Filippo Spinola, II marchese di Los Balbases              |  |  |       |  |  |                                                    |  |  |                                                 |  |
|                                                                       |                                                                  | Paolo Spinola Doria, III marchese di Los Balbases           | Geronima Doria                                            |  |  |       |  |  |                                                    |  |  |                                                 |  |
| Isabel Spínola y Colonna                                              |                                                                  | Paolo Spinola Doria, III marchese di Los Balbases           |                                                           |  |  |       |  |  |                                                    |  |  |                                                 |  |
|                                                                       |                                                                  | Anna Colonna di Paliano                                     | Marcantonio V Colonna, VI duca di Paliano                 |  |  |       |  |  |                                                    |  |  |                                                 |  |
|                                                                       |                                                                  | Anna Colonna di Paliano                                     | Marcantonio V Colonna, VI duca di Paliano                 |  |  |       |  |  |                                                    |  |  |                                                 |  |
|                                                                       |                                                                  | Anna Colonna di Paliano                                     | Isabella Gioeni                                           |  |  |       |  |  |                                                    |  |  |                                                 |  |
|                                                                       |                                                                  | Anna Colonna di Paliano                                     |                                                           |  |  |       |  |  |                                                    |  |  |                                                 |  |